# Dirlewang
Dirlewang är en kommun och ort i Landkreis Unterallgäu i Regierungsbezirk Schwaben i förbundslandet Bayern i Tyskland.
Köpingen ingår i kommunalförbundet Dirlewang tillsammans med kommunerna Apfeltrach, Stetten och Unteregg.